# St. Maria Magdalena (Ranna)

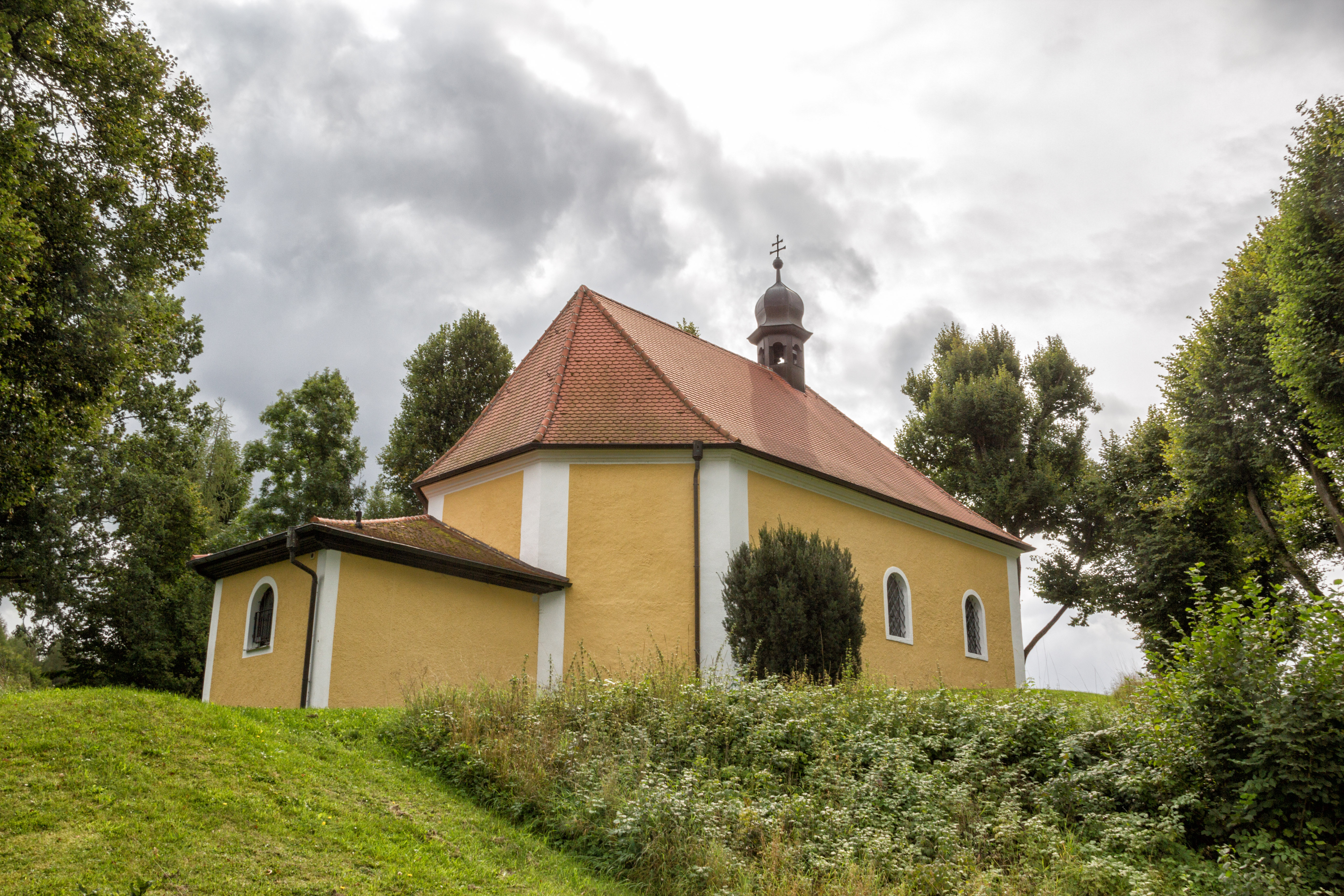
Kirche St. Maria Magdalena in Ranna (2017)

Die römisch-katholische Filialkirche St. Maria Magdalena befindet sich im Ortsteil Ranna der Oberpfälzer Stadt Auerbach in der Oberpfalz im Landkreis Amberg-Sulzbach von Bayern. Die Kirche gehört zur Pfarrei St. Johannes der Täufer in Auerbach im Bistum Bamberg.

## Geschichte
Der Vorgängerbau dieser Kirche ist als Hammerkapelle des Hammers Ranna Ende des 14. Jahrhunderts von dem Hammerherrn Hartman Fugler errichtet worden. Das Patrozinium wurde der heiligen Maria Magdalena geweiht, sie ist auch die Patronin der Hammerleute und Schmiede. Nach dem Dreißigjährigen Krieg ist einem Bericht an den Auerbacher Magistrat zu entnehmen, dass das Hammerwerk 1650 „gänzlich zugrunde gegangen, das Eysenwerkh und die dortigen Glocken selbst hinweggekommen waren“. 
Der damalige Stadtpfarrer Johann Christoph Bayer berichtete dem Kurfürsten Karl Ludwig I. am 18. Oktober 1655 von dem desolaten Zustand der Kapelle und regte deren Wiederherstellung durch den Magistrat von Auerbach an. Dies erfolgte und die Kirche wurde 1657 fertiggestellt und am Magdalenentag (22. Juli) eingeweiht. Ab da fand jedes Jahr eine Prozession von Auerbach nach Ranna statt, wobei in der Kapelle ein Festgottesdienst gefeiert wurde. 

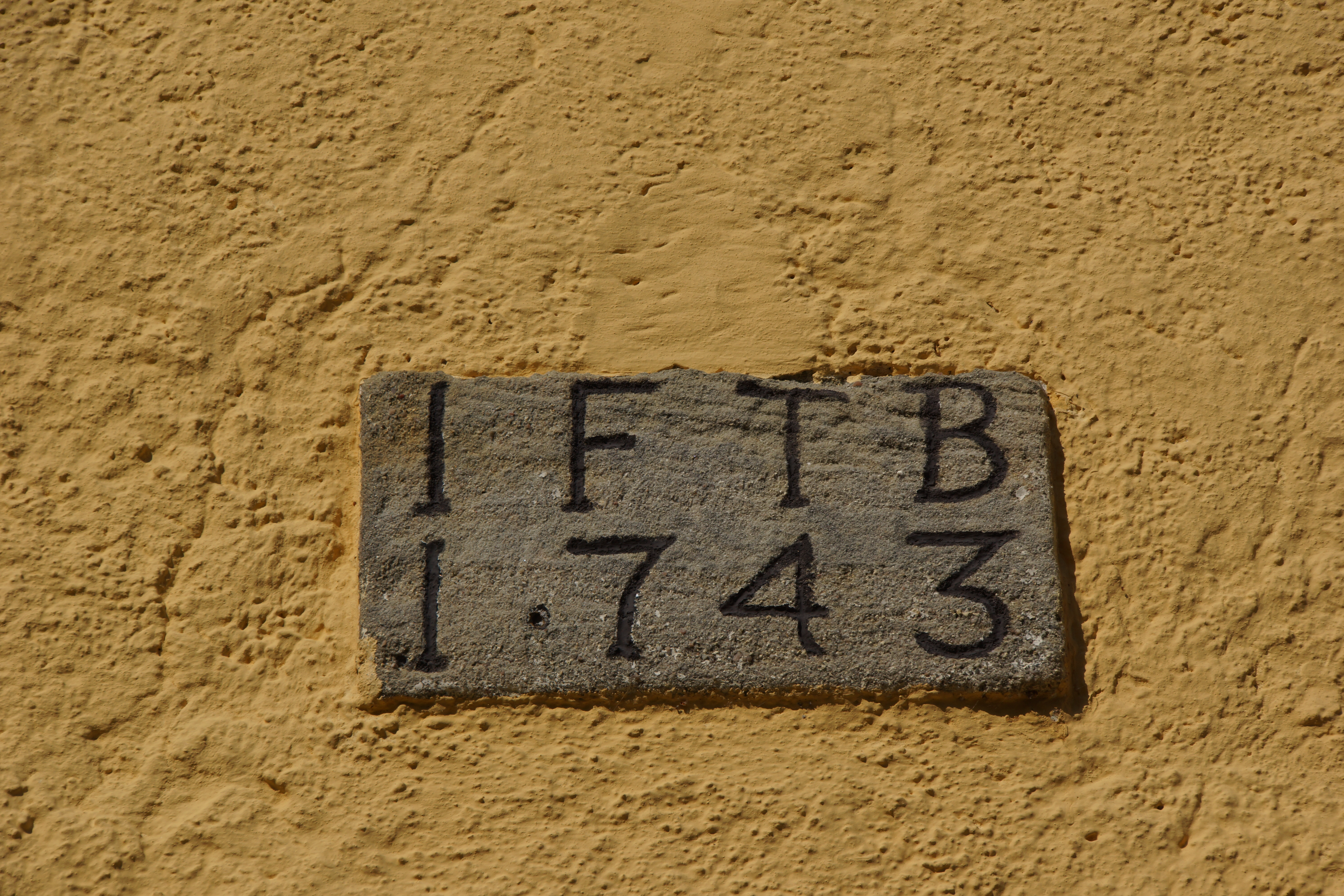
Jahreszahl mit dem Stifternamen auf der Magdalenenkapelle in Ranna

Nachdem das „Kappellerl“ wieder baufällig wurde, ließ der Auerbacher Stadtpfarrer Johann Friedrich Trettenbach, selbst Sohn eines Schmiedemeisters und dem Hammerberuf sehr zugetan, in den Jahren 1742 und 1743 auf dem Löhnersberg die jetzige Kirche mitsamt der Inneneinrichtung auf eigene Kosten erbauen. Eine Tafel über dem Eingang enthält die Inschrift „IFTB - 1743“ und erinnert an den Stifter Johann Friedrich Trettenbach und an das Weihejahr.  1747 stiftete der Pfarrer Trettenbach auch die beiden Glocken der Kirche. 

## Baulichkeit
Die Kirche ist ein verputzter, dreiseitige geschlossene Massivbau mit einem Walmdach und einem Zwiebeldachreiter. 2008 wurde die Außenrenovierung der Kirche abgeschlossen, wobei auch der Treppenaufgang und die Außenanlage neu gestaltet wurden, die Innenrenovierung begann im Juni 2015.

## Ausstattung
Das barocke Altarblatt stellt die hl. Maria Magdalena dar; daneben stehen Statuen der Apostelfürsten Petrus und Paulus. Im Altarauszug befindet sich eine Darstellung der Heiligsten Dreifaltigkeit. Der Altar ist um 1743 entstanden, besitzt vier Säulen und ist seitlich mit Laub-, Band- und Gitterwerk verziert. Er wurde vom Auerbacher Bildhauer Johann Michael Doser geschaffen. Auf der Kanzel waren Statuen die vier Kirchenväter mit Akanthusverzierungen dargestellt. Sie wurde ebenfalls zu Beginn des 18. Jahrhunderts angefertigt. Die Kanzel wurde Mitte der 1950er Jahre abgebaut und die Figuren kamen in den Chorraum der Kapelle.
Das Deckenbild ließ Pfarrer Johann Ritter um 1946 von dem Münchner Maler Heinrich Diermaier
malen. Es zeigt Maria Magdalena am leeren Grab Jesu, wo sie den Gekreuzigten sucht. 
Im Jahr 1971 wurde die Kapelle ausgeraubt, dabei verschwanden Statuen der vier Evangelisten (vermutlich noch aus der Hammerkapelle), sechs Leuchter, fünf Putti, sechs Engel, eine Christusfigur und ein Marienbild. Das Marienbild wurde wieder aufgefunden, die Täter sind nicht gefasst worden. Außer den vier Evangelisten wurden die meisten Figuren von einem Nürnberger Künstler nachgebaut.

## Glocken
Die Kirche besitzt zwei Glocken, die von Pfarrer Trettenbach 1747 gestiftet wurden. Auf der größeren und 60 kg schweren Glocke ist die über den Wolken schwebende Kirchenpatronin St. Magdalena zu sehen. Links von ihr steht ein Kreuz, daneben befinden sich eine nicht eindeutig erkennbare menschliche Figur und darunter ein Totenkopf. Darüber ist die Inschrift zu lesen, „Joseph Neumair von Stadt am Hoff hat mich gegossen anno 1747.“ 1942 musste nur die kleinere Glocke für Kriegszwecke abgegeben werden, die Magdalenenglocke blieb der Kirche erhalten. Die heute im Turm hängende zweite Glocke ist einfach gefertigt, ohne irgendwelche Darstellungen; die Glockengießerei ist nicht bekannt.